# ساريمانوك
ساريمانوك (النطق: sá · ri · ma · nók)، طائر أسطوري لشعب ماراناو، الذي نشأ من مينداناو، وهي جزيرة في الفلبين وجزء من الأساطير الفلبينية، والأنثى من نوعه معروفة باسم بابانوك،  والتسمية مشتقة من الكلمتين ساري ومانوك. ساري تعني "متنوع"، بينما مانوك تعني في الأصل "طائر" كما يتضح من المصادر الاستعمارية الإسبانية المبكرة، ولكنها أصبحت تعني فقط "دجاجة"، وهذا ما يُفهم اليوم (أي المخلوق "طائر /" دجاج بألوان متنوعة ").

## وصف
ساريمانوك هو الطائر الأسطوري الذي أصبح رمزا في كل مكان قي فن ماراناو. يصور على أنه طائر بأجنحة ملونة وذيل ريش، يحمل سمكة على منقاره أو مخالبه. تم تزيين الرأس بغزارة بزخارف لولبية وأوراق ولفائف. يقال أنه رمز للحظ السعيد.  

## أصل الأسطورة

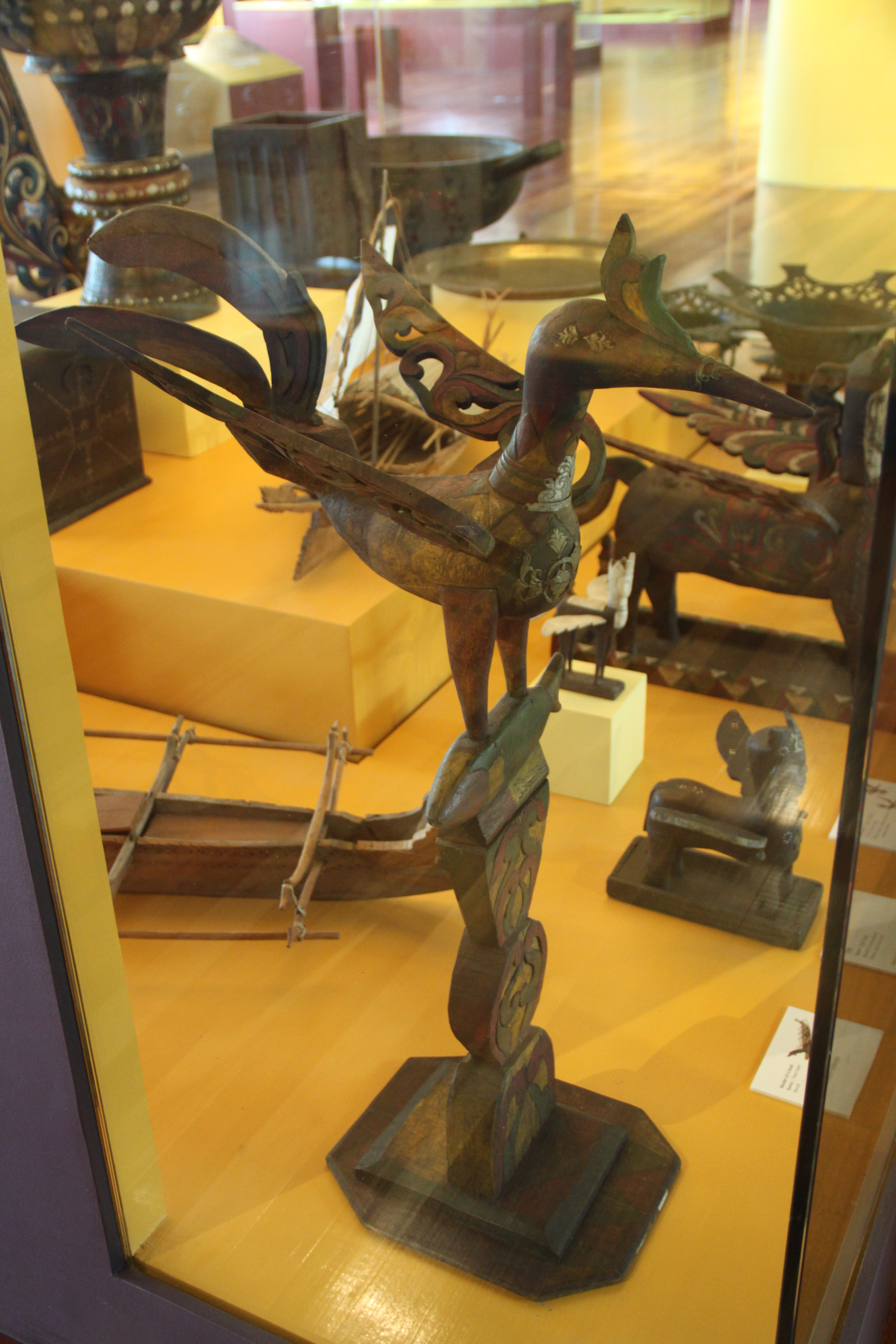
نحت ساريمانوك

يُشتق ساريمانوك من طائر طوطم لشعب ماراناو يُدعى إتوتورو. وفقًا لشعب ماراناو، فإن اتوتورو هي وسيط روحي لعالم الأرواح من خلال روح تؤامها الطائر الغير مرئي المسمى باإيني كادوا.

## أهميته الثقافية
وفقًا للتقاليد، لا يتم وضعه ساريمانوك لوحده. يجب أن يتم عرضه مع مجموعة الأعلام والمعايير و vexilloids. في الوقت الحاضر، هذا ليس صحيحًا تمامًا. قد يتم وضع ساريمانوك على قمة مظلة سلطان أو شخصية مرموقة، وقد اغتمدته جامعة ولاية مينداناو في تدريبات التخرج باستخدام غير تقليدي. 
يستخدم الفنان الفلبيني الوطني للفنون البصرية عبدالمري آسيا إيماو الساريمانوك كعنصر لبعض أعماله الفنية التي ساعدت في نشر هذا المخلوق.
يحمل ختم جامعة الشرق الأقصى شعار الاتحاد الأوروبي للنبالة وزخرفة ساريمانوك. يتكون شعار الاتحاد الأوروبي من نجمة ذهبية ثمانية الرؤوس التي تمثل التخصصات الثمانية الرئيسية الأولى من الاتحاد الأوروبي. ساريمانوك هو طائر أسطوري بالألوان الكاملة يعكس الروح القومية التي تأسست عليها الجامعة. أرادت الجامعة أن يكون لها لمسة فلبينية في كل شيء لأنها كانت واحدة من أوائل الجامعات في الفلبين التي أسسها الفلبيني الدكتور نيكانور رييس، الأب 
استخدمت شبكة التلفزيون الفلبينية ABS-CBN الساريمانوك في معرف محطة الشبكة عام 1993 وكانت بمثابة تميمة الحظ للشبكة من عام 1993 حتى عام 2000. تم استخدامه لأول مرة خلال البث الملون في نوفمبر 1966، على غرار الطريقة التي ابتكرت بها NBC في الولايات المتحدة رمزها الأكثر شهرة في عام 1956 لبثها الملون: الطاووس، الذي لا يزال الشعار الرسمي للشركة حتى يومنا هذا. تم إعادة استخدام الساريمانوك في عام 2004 على مقابس البث الإقليمي.
كان دخول الفلبين في مسابقة موكب الورود لعام 1998 مميزًا بساريمانوك العملاق الذي يبلغ ارتفاعه 55 قدمًا والذي فاز أيضًا بجائزة «أجمل عوامة من خارج الولايات المتحدة الأمريكية». 
كان الساريمانوك أيضًا شعارًا لشركة سبيريت أوف مانيلا إيرلاينز، وهي شركة طيران قصيرة العمر استمرت فقط من 2011 إلى 2012.